# La contadora de películas
Pour plus de détails, voir Fiche technique et Distribution.
La contadora de películas, parfois traduit La Raconteuse de films ou The Movie Teller, est une comédie dramatique franco-hispano-chilienne réalisée par Lone Scherfig et sortie en 2023.
Il s'agit d'une adaptation du roman éponyme de Hernán Rivera Letelier, paru en 2009.

## Synopsis
Le film se déroule dans une ville minière du désert d'Atacama dans les années 1960, sur fond de transformation politique au Chili et de déclin des communautés minières du salpêtre du pays. À la suite d'un accident survenu à son père, la famille n'a pas les moyens de payer une sortie au cinéma pour tout le monde. L'intrigue suit le sort de la fille María Margarita, une jeune fille qui possède le don de raconter des films divertissants. Elle devient ainsi la « narratrice de films » officielle de la famille. Cependant, elle devient rapidement la conteuse du village, où la plupart des habitants n'ont pas les moyens d'acheter une place de cinéma.

## Fiche technique
- Titre français : La contadora de películas[1] ou La Raconteuse de films[2] ou The Movie Teller[3]
- Titre original espagnol : La contadora de películas[4]
- Réalisation : Lone Scherfig
- Scénario : Walter Salles, Rafa Russo, Isabel Coixet, d'après La Raconteuse de films (es) (La contadora de películas) de Hernán Rivera Letelier, paru en 2009[5]
- Photographie : Daniel Aranyó
- Montage : Bernat Aragonés, Jordi Azategui
- Musique : Fernando Velázquez
- Décors : Maria Paz Gonzalez
- Production : Adolfo Blanco, Manuel Monzón, Vincent Juillerat, Andrés Mardones
- Sociétés de production : A Contracorriente Films, Selenium Films, Altiro Films
- Pays de production :  Espagne -  France -  Chili
- Langue originale : espagnol
- Format : Couleurs
- Genre : comédie dramatique
- Durée : 116 minutes
- Dates de sortie :
  - Canada : 11 septembre 2023 (Festival international du film de Toronto)
  - Espagne : 21 octobre 2023 (Festival international du film de Valladolid) ; 27 octobre 2023 (sortie nationale)
  - Belgique : 22 mai 2024
  - France : 30 octobre 2024

## Distribution
- Daniel Brühl : Nansen
- Bérénice Bejo : María Magnolia
- Antonio de la Torre : Medardo
- Sara Becker (es) : María Margarita
- Pablo Schwarz (es) : Don Nolasco
- Mario Horton (es) : Aurelio
- Max Salgado (es) : Mauricio
- Geraldine Neary
- Luis Dubó
- Alondra Valenzuela : María Margarita
- Francisco Díaz : Mariano